# Gianni Marchetti
Pour les articles homonymes, voir Marchetti.
Gianni Marchetti, né à Rome le 7 septembre 1933 et mort dans la même ville le 11 avril 2012, est un chef d'orchestre, arrangeur, auteur-compositeur italien.
Il a collaboré entre-autres  avec Piero Ciampi, le parolier Mogol et le chanteur Bobby Solo. Il a également contribué à la bande originale de près de quarante films.

## Filmographie partielle

### Compositeur
- 1964 : Una lacrima sul viso d'Ettore Maria Fizzarotti
- 1967 : Caccia ai violenti, de Nino Scolaro
- 1968 : Le tueur aime les bonbons (Un killer per sua maestà) de Federico Chentrens et Maurice Cloche
- 1969 : Tue-moi vite, j'ai froid (Fai in fretta ad uccidermi... ho freddo!) de Francesco Maselli
- 1971 : 20.000 dólares por un cadáver de José María Zabalza, avec Ana Satrova
- 1975 : Emmanuelle et Françoise (Emanuelle e Françoise) de Joe D'Amato
- 1977 : Hôtel du plaisir pour SS (Casa privata per le SS) de Bruno Mattei
- 1980 : Les novices libertines (La Vera storia della monaca di Monza) de Stefan Oblowsky, alias Bruno Mattei
- 1982 : Une de trop (Una di troppo) de Pino Tosini

## Publications
- (it) Il mio Piero Ciampi: pagine di un incontro, Coniglio, 2010, 111 p. (ISBN 8860632331)
- (it) Una donna così, Marco Valerio, coll. « Torino poesia », 2008, 90 p. (ISBN 8-87547-118-5)